# Mulhacén
Mulhacén (3.479 m.o.h.) er det højeste bjerg på Spaniens fastland og på den Iberiske halvø. Bjerget er en del af bjergkæden Sierra Nevada, og er opkaldt efter Muley Abul Hassan, den sidste muslimske konge af Granada, der ifølge sagnet ligger begravet på bjerget.
Bjerget er ikke særligt stejlt, og sydsiden er ikke særlig krævende at bestige, i modsætningen til den lange vestside. Den kortere, noget stejlere nordøstside er lidt mere krævende. Deriomod er nordsiden meget stejlere, og har mange ruter der forudsætter klatring på sne og is om vinteren.
Mulhacén kan bestiges på en enkelt dag fra landsbyerne Capileira og Trevélez, men det er mest udbredt at overnatte i en bemandet hytte i Poqueira, eller i en enkel ubemandet hytte ved Caldera vest for toppen.
| Bjerg | Spire Denne artikel om et bjerg eller en bjergkæde er en spire som bør udbygges. Du er velkommen til at hjælpe Wikipedia ved at udvide den. |

37°3′19″N 3°18′38″V / 37.05528°N 3.31056°V